# Jean-Luc Rasamoelina
Jean-Luc Rasamoelina (Luanda, 4 de outubro de 1989) é um remador angolano.

## Carreira
Ganhou em 2013 uma medalha de bronze no campeonato africano de double peso ligeiro. No ano seguinte sagrou-se vice-campeão africano na categoria de double peso ligeiro e absoluto.  Também representou Angola em duas taças do mundo e no campeonato mundial de 2014. Em 2015 tornou-se atleta do Sporting Clube de Portugal.
Jean-Luc competiu nos Jogos Olímpicos de 2016, no Rio de Janeiro, na prova do skiff duplo leve, onde finalizou na vigésima colocação geral ao lado de André Matias.
Ramosamoelina estudou na escola francesa de Luanda, formando-se em marketing na França.[carece de fontes?]